# Lázár Károly (altábornagy)
 Lázár Károly (1947-ig vitéz csíktaplóczai; Zsebely, 1890. október 20. – Budapest, 1969. április 7.) magyar altábornagy, előbb a lovas, majd a gyalogos testőrség parancsnoka, a Vitézi Rend tagja.

## Élete
Lázár Károly 1890. október 20-án született Zsebelyen.
1911-ben hadnaggyá avatták. 1916-ban a cs. és kir. 14. huszárezred főhadnagyaként az Olton átkelt nagy létszámú román haderőt saját elhatározásból oldalba támadta, akik szétszóródtak. Ezért a tettéért kapta meg a Tiszti Arany Vitézségi Érmet. Az I. világháborút már századosként fejezte be. Egyike volt az I. világháború kitüntetésekkel legszebben dekorált magyar lovastisztjeinek, többek között megkapta a Lipót Rend Lovagkeresztjét a hadiékítményekkel és a kardokkal.
A Tanácsköztársaság idején a Vörös Hadseregben szolgált, de román fogságba esett. 1920 és 1927 között a 4. huszárezredben teljesített szolgálatot, majd 1927-től osztálytiszt volt a lovastestőrségnél.
1935-1936-ban a lovastestőrség parancsnoka lett. 1936 és 1937 között a testőrség ideiglenes parancsnoka, majd 1937-től 1944-ig parancsnoka volt. 1942-ben vezérőrnaggyá, 1944-ben altábornaggyá léptették elő. Állandó tagja volt a kormányzó díszkíséretének is. Mint a biztonságért felelős személy, minden fontos eseményen ott volt. Így részt vett a kerti ünnepségeken, estélyeken és a kormányzó vidéki utazásain a Turán különvonaton.
1944. március 19-én megakadályozta, hogy a német alakulatok behatoljanak a budai várba. A lakásán rejtegette a német hadifogságból Magyarországra szökött Charles Telfer Howie  dél-afrikai alezredest, aki aztán Náday vezérezredessel Olaszországba repült, hogy tárgyaljon az angolszász hatalmakkal. Budapest karhatalmi parancsnokaként megakadályozta a fővárosi zsidóság elhurcolását.
1944. október 15-én a budai vár védőőrségének parancsnoka volt.  A különlegesen képzett és felszerelt Skorzeny-kommandóval folytatott összecsapásban a testőrség egy része, akikhez nem jutott el a Tüzet szüntess! parancs, sikeresen ellenállt.
A németek letartóztatták és Mauthausenbe vitték, és 1945 elején átadták a nyilas hatóságoknak. Vádat is emeltek ellene, de ítélethirdetésre már nem került sor. A többi politikai fogollyal együtt gyalogmenetben Bajorországba vitték. Itt érte a háború vége. 1945 júniusában hazatért. A Honvédelmi Minisztérium igazoló bizottsága augusztus 9-én igazolta. 1946-ban B-listára helyezték.
1992-ben a Magyar Köztársaság elnöke posztumusz vezérezredessé léptette elő.

## Visszaemlékezései
- Lázár Károly testőr altábornagy visszaemlékezései. A X. Nyíregyházi Huszártalálkozó (2007. augusztus 25-26.) tiszteletére; szerk., tan., jegyz. Bene János és Szabó Péter; Magyar Huszár Alapítvány, Nyíregyháza, 2007